# Tommy Turner
Tommy Turner (auch Tommie Turner; * 17. Januar 1947) ist ein ehemaliger US-amerikanischer Sprinter, der sich auf den 400-Meter-Lauf spezialisiert hatte.
1971 siegte er bei den Panamerikanischen Spielen in Cali in der 4-mal-400-Meter-Staffel.
Bei den Olympischen Spielen 1972 in München gehörte er zum sechsköpfigen US-Aufgebot in der 4-mal-400-Meter-Staffel, kam jedoch nicht zum Einsatz, da das US-Team kein Quartett mehr ins Rennen schicken konnte, nachdem sich John Smith verletzt hatte und Vince Matthews und Wayne Collett wegen ihres Verhaltens bei der Siegerehrung gesperrt worden waren.
1971 wurde er für die Murray State University startend NCAA-Hallenmeister über 600 Yards.
Seine persönliche Bestzeit über 440 Yards von 45,4 s (entspricht 45,1 s über 400 m) stellte er am 18. Juni 1971 in Seattle auf.